# Aminokarboksimukonat-semialdehidna dekarboksilaza
Aminokarboksimukonat-semialdehidna dekarboksilaza (EC 4.1.1.45, pikolinsko kiselinska karboksilaza, pikolinsko kiselinska dekarboksilaza, alfa-amino-beta-karboksimukonat-epsilon-semialdehadna dekarboksilaza, alfa-amino-beta-karboksimukonat-epsilon-semialdehid beta-dekarboksilaza, 2-amino-3-(3-oksoprop-2-enil)but-2-enedioat karboksilijaza, 2-amino-3-(3-oksoprop-1-en-1-il)but-2-enedioat karboksilijaza) je enzim sa sistematskim imenom 2-amino-3-(3-oksoprop-1-en-1-il)but-2-enedioat karboksilijaza (formira 2-aminomukonat-semialdehid). Ovaj enzim katalizuje sledeću hemijsku reakciju
2-amino-3-(3-oksoprop-1-en-1-il)but-2-enedioat {\displaystyle \rightleftharpoons } 2-aminomukonat semialdehid + CO2
Produkt se neenzimatski preuređuje do pikolinata.

## Literatura
- Nicholas C. Price; Lewis Stevens (1999). Fundamentals of Enzymology: The Cell and Molecular Biology of Catalytic Proteins (Third изд.). USA: Oxford University Press. ISBN 019850229X.
- Eric J. Toone (2006). Advances in Enzymology and Related Areas of Molecular Biology, Protein Evolution (Volume 75 изд.). Wiley-Interscience. ISBN 0471205036.
- Branden C; Tooze J. Introduction to Protein Structure. New York, NY: Garland Publishing. ISBN 0-8153-2305-0.
- Irwin H. Segel. Enzyme Kinetics: Behavior and Analysis of Rapid Equilibrium and Steady-State Enzyme Systems (Book 44 изд.). Wiley Classics Library. ISBN 0471303097.

## Spoljašnje veze
- Aminocarboxymuconate-semialdehyde+decarboxylase на 